# دانيال كولمان
دانيال كولمان (بالإنجليزية: Daniel Coleman)‏ (1984 بغانا - ) هو لاعب كرة قدم غاني في مركز الدفاع، شارك في الألعاب الأولمبية الصيفية 2004. وشارك مع منتخب غانا لكرة القدم. أما مع النوادي، فقد لعب مع نادي النصر ونادي هارتس أوف أوك وReal Tamale United ‏.

## وصلات خارجية
- دانيال كولمان على موقع قاعدة بيانات كرة القدم.إي يو (الإنجليزية)
- دانيال كولمان على موقع ناشيونال فوتبول تيمز (الإنجليزية)
- دانيال كولمان على موقع عالم كرة القدم.نت (الإنجليزية)
- دانيال كولمان على موقع أوليمبيديا (الإنجليزية)